# Sachiko Murase
Sachiko Murase (村瀬幸子, Murase Sachiko), née à Tokyo le 21 mars 1905 et morte à Maebashi le 9 octobre 1993, est une actrice japonaise.

## Biographie
Sachiko Murase a tourné dans plus de 90 films entre 1927 et 1991.
Elle a été l'épouse du dramaturge et metteur en scène Kitamura Kihachi (ja).

## Filmographie partielle
- 1931 : Illustration de la jeunesse (青春図会, Seishun zue?) de Hiroshi Shimizu
- 1931 : Les Sept mers, partie 1 : Virginité (七つの海 前篇 処女篇, Nanatsu no umi: Zenpen - Shojo-hen?) de Hiroshi Shimizu
- 1932 : Passion (情熱 ラ・パシオン, Jōnetsu - Ra pashion?) de Hiroshi Shimizu
- 1932 : Voici les femmes du printemps qui pleure (泣き濡れた春の女よ, Nakinureta haru no onna yo?) de Hiroshi Shimizu : Oaki
- 1932 : Les Sept mers, partie 2 : Chasteté (七つの海 後篇 貞操篇, Nanatsu no umi: Kōhen - Teisō-hen?) de Hiroshi Shimizu
- 1932 : Romance de studio - guide de l'amour (撮影所ロマンス・恋愛案内, Satsueijo romansu, renai annai?) de Heinosuke Gosho
- 1933 : Endors-toi sur la poitrine de ta mère (眠れ母の胸に, Nemure haha no mune ni?) de Hiroshi Shimizu
- 1933 : Zen'ei sōkō ressha (前衛装甲列車?) de Yasushi Sasaki
- 1932 : Voici les femmes du printemps qui pleure (泣き濡れた春の女よ, Nakinureta haru no onna yo?) de Hiroshi Shimizu
- 1933 : Le Printemps des dix-neuf ans (十九の春, Juku no haru?)de Heinosuke Gosho
- 1933 : La Fille et le Clairon (ラッパと娘, Rappa to musume?) de Yasujirō Shimazu
- 1934 : Le Jeune Universitaire IV - Beau temps au Japon (大学の若旦那・日本晴れ, Daigaku no wakadanna - Nihonbare?) de Hiroshi Shimizu
- 1935 : Okoto et Sasuke (春琴抄 お琴と佐助, Shunkinsho: Okoto to Sasuke?) de Yasujirō Shimazu
- 1936 : Le Jardin des cerisiers (桜の園, Sakura no sono?) de Minoru Murata
- 1939 : Le Cœur sincère (まごころ, Magokoro?) de Mikio Naruse
- 1942 : Généalogie d'une femme I (婦系図, Onna keizu?) de Masahiro Makino
- 1942 : Généalogie d'une femme II (続婦系図, Zoku onna keizu?) de Masahiro Makino
- 1943 : Le Port en fleurs (花咲く港, Hana saku minato?) de Keisuke Kinoshita
- 1947 : Le Mariage (結婚, Kekkon?) de Keisuke Kinoshita
- 1947 : L'Éveil du printemps (春のめざめ, Haru no mezame?) de Mikio Naruse
- 1948 : Serment rompu (破戒, Hakai?) de Keisuke Kinoshita
- 1949 : Un toast pour la demoiselle (お嬢さん乾杯, Ojōsan kanpai?) de Keisuke Kinoshita
- 1949 : Danse dans l'après-midi (真昼の円舞曲, Mahiru no embukyoku?) de Kōzaburō Yoshimura
- 1949 : Le Tambour brisé (破れ太鼓, Yabure-daiko?) de Keisuke Kinoshita
- 1950 : La Rue en colère (怒りの街, Ikari no machi?) de Mikio Naruse
- 1950 : Les Misérables I (レ・ミゼラブル あゝ無情 第一部 神と悪魔, Re mizeraburu: kami to akuma?) de Daisuke Itō
- 1950 : Les Misérables II (レ・ミゼラブル あゝ無情 第二部 愛と自由の旗, Re mizeraburu: kami to jiyu no hata?) de Masahiro Makino
- 1952 : Un amour pur de Carmen (カルメン純情す, Karumen junjō su?) de Keisuke Kinoshita
- 1955 : Combien de fois, les roses (薔薇いくたびか, Bara ikutabika?) de Teinosuke Kinugasa
- 1955 : L'Impératrice Yang Kwei-Fei (楊貴妃, Yōkihi?) de Kenji Mizoguchi
- 1956 : La Rive de l'errance (流離の岸, Ryūri no kishi?) de Kaneto Shindō
- 1957 : Les Baisers (くちづけ, Kuchizuke?) de Yasuzō Masumura
- 1960 : Le Faux étudiant (偽大学生, Nise daigakusei?) de Yasuzō Masumura
- 1961 : Les Lumières du port (あれが港の灯だ, Arega minato no hi da?) de Tadashi Imai
- 1962 : Les Vieilles Dames du Japon (喜劇 にっぽんのお婆あちゃん, Nippon no obaachan?) de Tadashi Imai
- 1963 : La Légende de Zatoïchi : Le Fugitif (座頭市兇状旅, Zatōichi kyōjō tabi?) de Tokuzō Tanaka : Omaki
- 1964 : Des montagnes et des rivières couvertes de blessures (傷だらけの山河, Kizudarake no sanga?) de Satsuo Yamamoto
- 1966 : L’École militaire de Nakano (陸軍中野学校, Rikugun Nakano gakko?) de Yasuzō Masumura
- 1967 : La Chatte japonaise (痴人の愛, Chijin no ai?) de Yasuzō Masumura
- 1981 : Eki, la gare (駅 STATION, Eki Station?) de Yasuo Furuhata : la mère de Ryosuke
- 1986 : Promesse (人間の約束, Ningen no yakusoku?) de Yoshishige Yoshida
- 1991 : Rhapsodie en août (八月の狂詩曲, Hachi-gatsu no kyōshikyoku?) d'Akira Kurosawa

## Distinctions

### Récompenses
- 1987 : Prix Mainichi de la meilleure actrice dans un second rôle pour Promesse (1986)[2]
- 1989 : Prix Kinokuniya de théâtre
- 1991 : Nikkan Sports Film Award de la meilleure actrice pour Rhapsodie en août[3]

### Nomination
- 1992 : Japan Academy Prize de la meilleure actrice pour Rhapsodie en août[4]